# Hòa Thành, Krông Bông
Hòa Thành là một xã thuộc huyện Krông Bông, tỉnh Đắk Lắk, Việt Nam.

## Địa lý
Xã Hòa Thành có diện tích 44,25 km², dân số năm 2022 là 7.335 người, mật độ dân số đạt 165 người/km².

## Hành chính
Xã được chia thành 6 thôn.

## Lịch sử
Xã Hòa Thành được thành lập ngày 01/01/1977 theo Quyết định số 05/QĐ-UBND ngày 01/01/1977 của UBND tỉnh Đắk Lắk, có diện tích 2776 hecta.
Ngày 28 tháng 9 năm 2024, Ủy ban Thường vụ Quốc hội ban hành Nghị quyết số 1193/NQ-UBTVQH15 về việc sắp xếp đơn vị hành chính cấp xã của tỉnh Đắk Lắk giai đoạn 2023 – 2025 (nghị quyết có hiệu lực từ ngày 1 tháng 11 năm 2024). Theo đó, sáp nhập toàn bộ 16,49 km² diện tích tự nhiên và 2.947 người của xã Hòa Tân vào xã Hòa Thành.
Xã Hòa Thành có 44,25 km² diện tích tự nhiên và quy mô dân số 7.335 người.

## Kinh tế
Xã có 3 trường học: THCS Lý Tự Trọng, Tiểu học Hòa Thành, Mầm non Sen Hồng.
Dân số năm 2017 là 4219 người, toàn xã có 229 hộ nghèo với 858 khẩu chiếm 25,44% và 260 hộ cận nghèo với 1.148 khẩu chiếm 28,89%. Dân cư chủ yếu di cư từ Quận Hải Châu - Đà Nẵng từ năm 1977. Một bộ phận dân cư khác di cư vào Hòa Thành năm 1988 từ huyện Thăng Bình, Quảng Nam. Kinh tế của xã chủ yếu là sản xuất nông nghiệp, chăn nuôi. Cụ thể là cây lúa, cây cà phê, chăn nuôi gia súc.
Xã Hòa Thành đã hoàn thành 11/19 Tiêu chí xây dựng nông thôn mới (2016).